# Kammhühner
Die Kammhühner (Gallus) bilden eine Gattung der Hühnervögel mit vier Arten.

## Verbreitung
Kammhühner sind im tropischen Asien vertreten. Sie kommen dort von Sri Lanka und Indien über Myanmar, Südchina bis nach Sumatra und Java vor. Sie bewohnen Wälder mit dichtem Unterholz oder Bambusdickichte und halten sich auch in der Nähe von menschlichen Siedlungen auf. Ihre Höhenverbreitung reicht bis zu 2000 Meter. Kammhühner sind die Vorfahren der Haushühner.

## Merkmale
Kammhühner haben 14 bis 16 Schwanzfedern, die dachförmig angeordnet sind. Beim Hahn ist die mittlere Schwanzfeder verlängert und sichelförmig. Die Rücken- und die Bürzelfedern sind zu Schmuckfedern verlängert. Hähne weisen auf dem Scheitel einen Kamm auf und haben außerdem ein bis zwei nackte Kehllappen. Das Gesicht ist unbefiedert. An den Beinen tragen sie einen langen scharfen Sporn. Die Hennen sind kleiner als die Hähne und haben ein unscheinbarer gefärbtes Gefieder. Ihnen fehlen Kamm, Kehllappen und Sporne.

## Arten
Es sind folgende Arten bekannt:
- Gabelschwanzhuhn (Gallus varius (Shaw, 1798))
- Bankivahuhn (Gallus gallus (Linnaeus, 1758))
- Sonnerathuhn (Gallus sonneratii Temminck, 1813)
- Ceylonhuhn (Gallus lafayettii Lesson, RP, 1831)

Bankivahuhn (Gallus gallus)
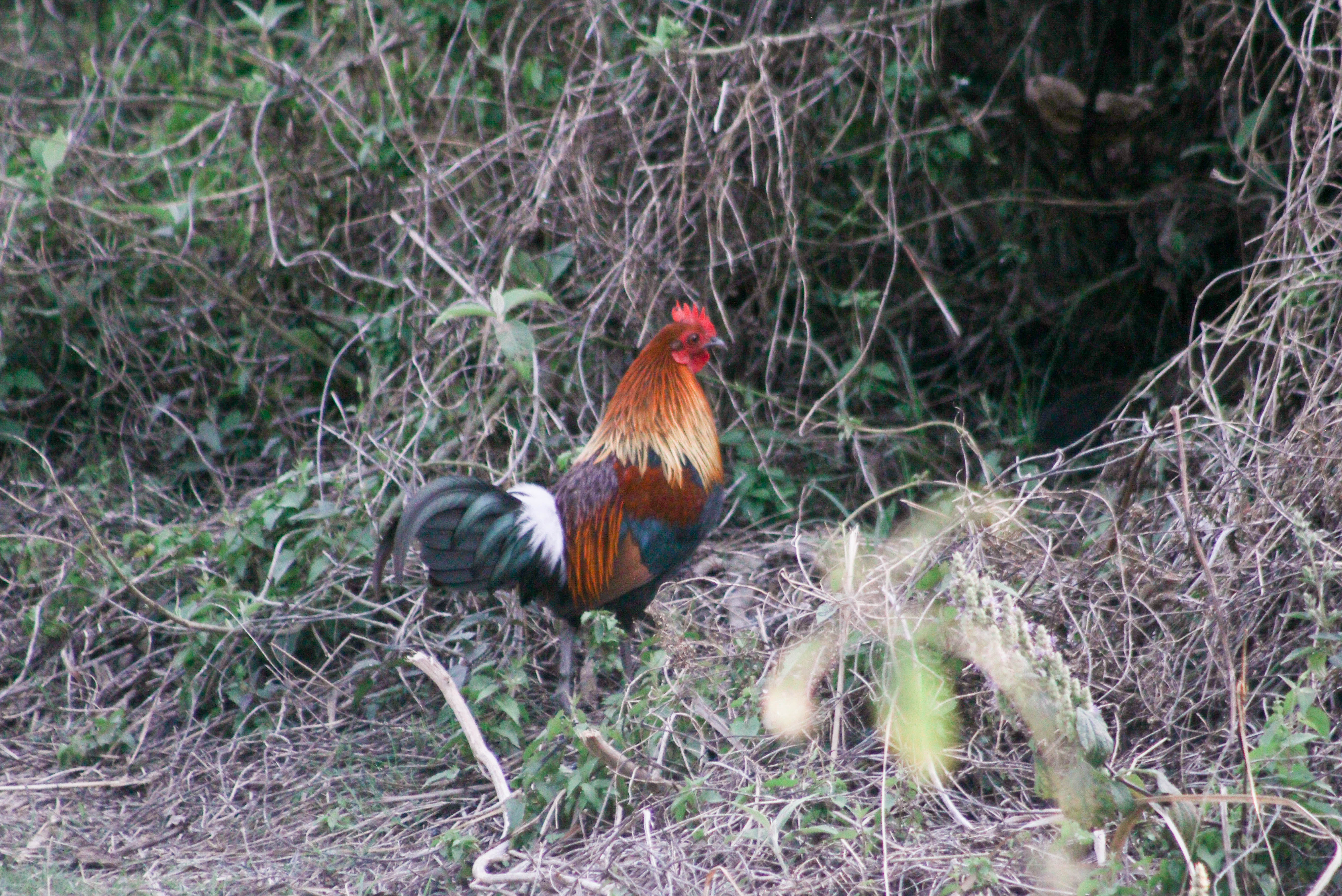
Hahn
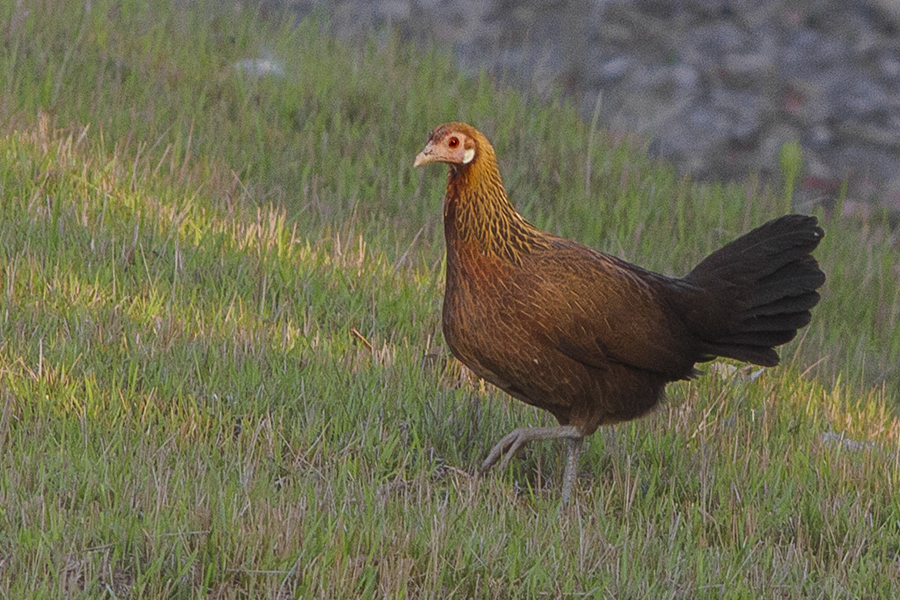
Henne

Sonnerathuhn (Gallus sonneratii)
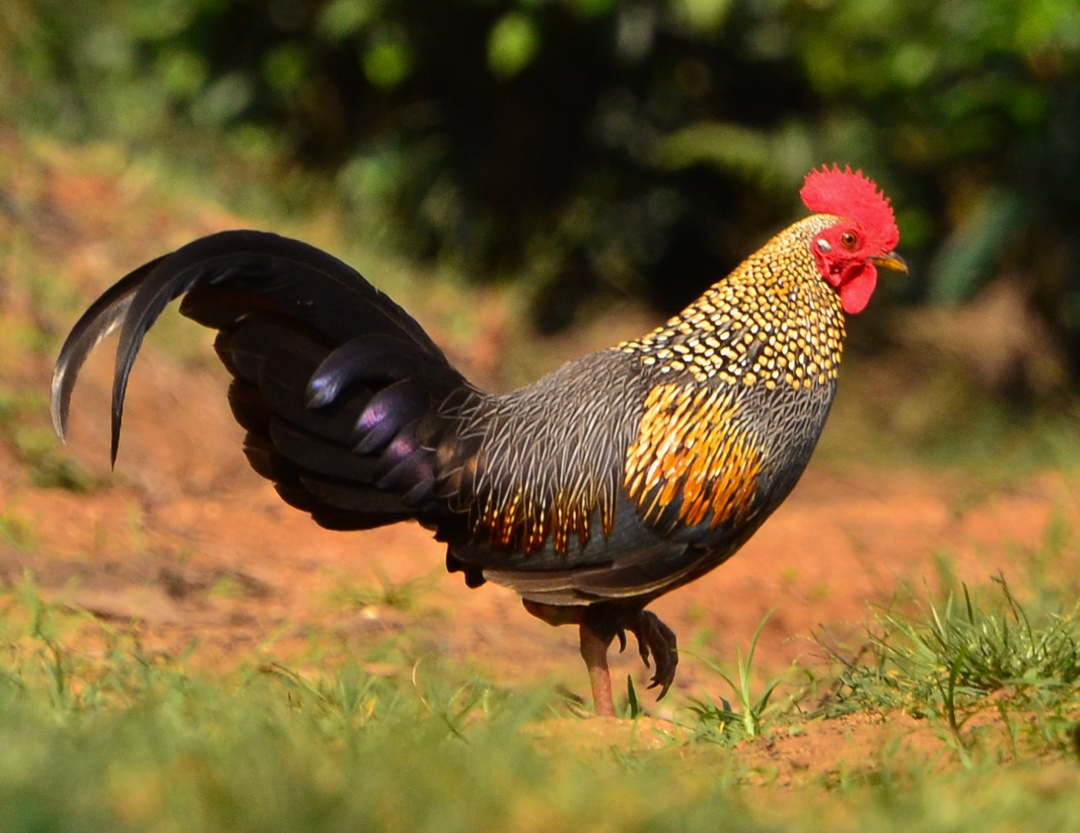
Hahn
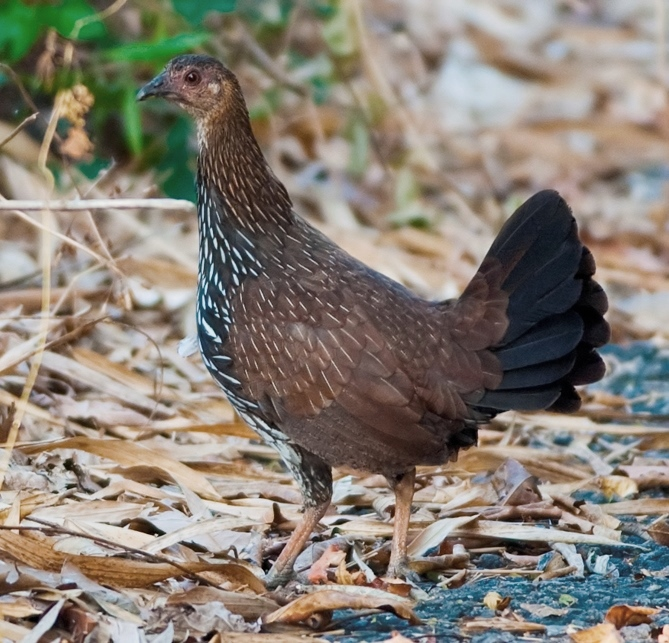
Henne

Ceylonhuhn (Gallus lafayettei)
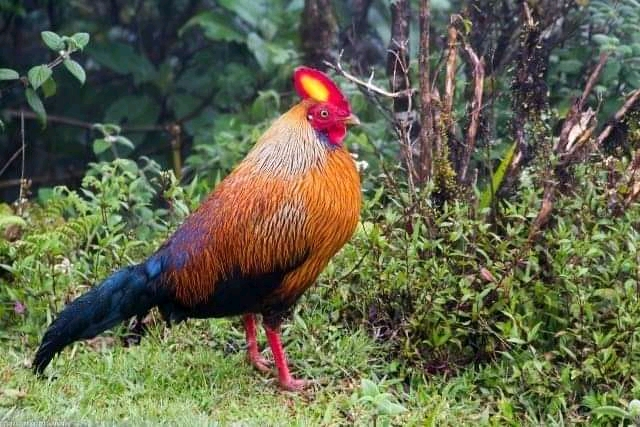
Hahn
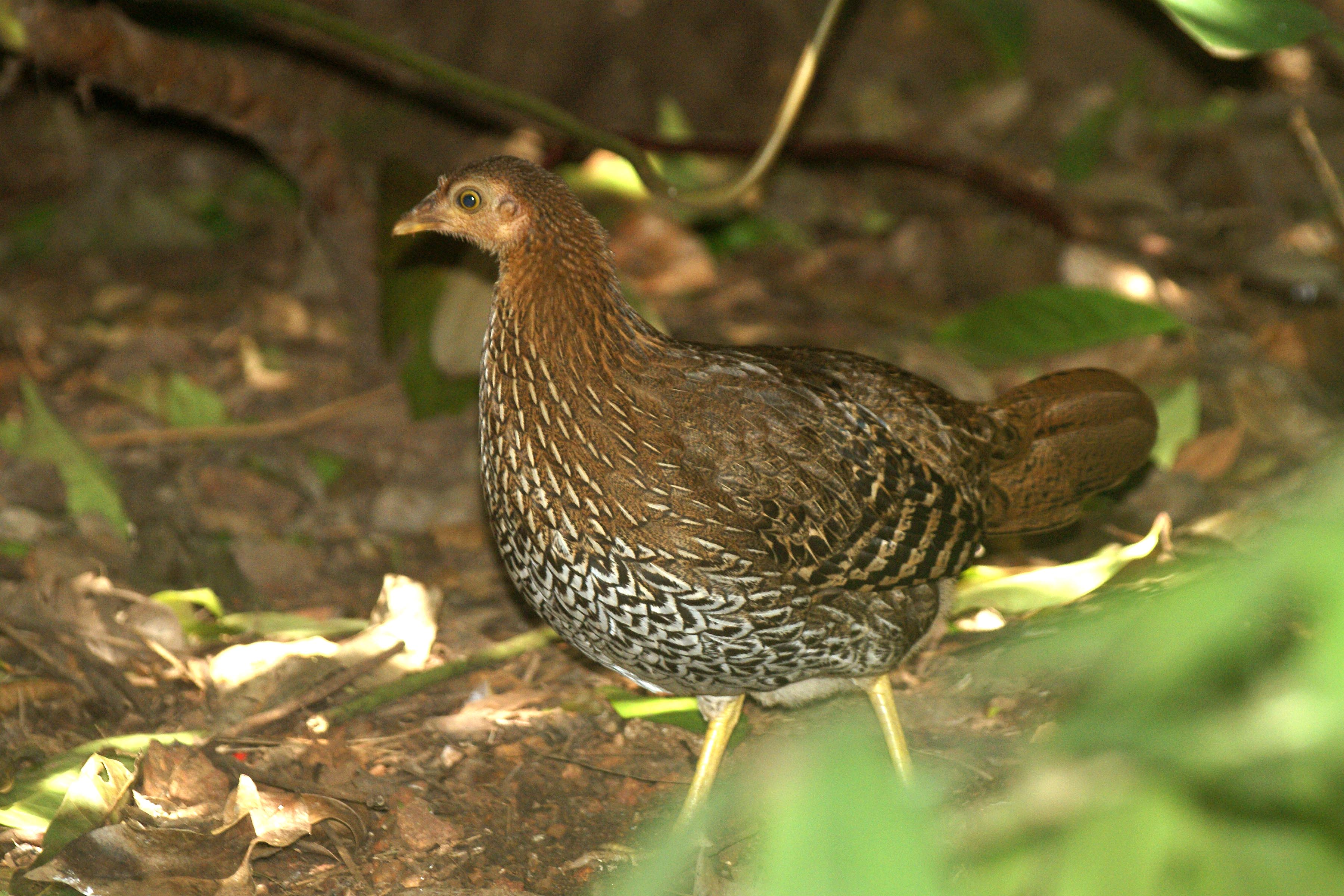
Henne

Gabelschwanzhuhn (Gallus varius)
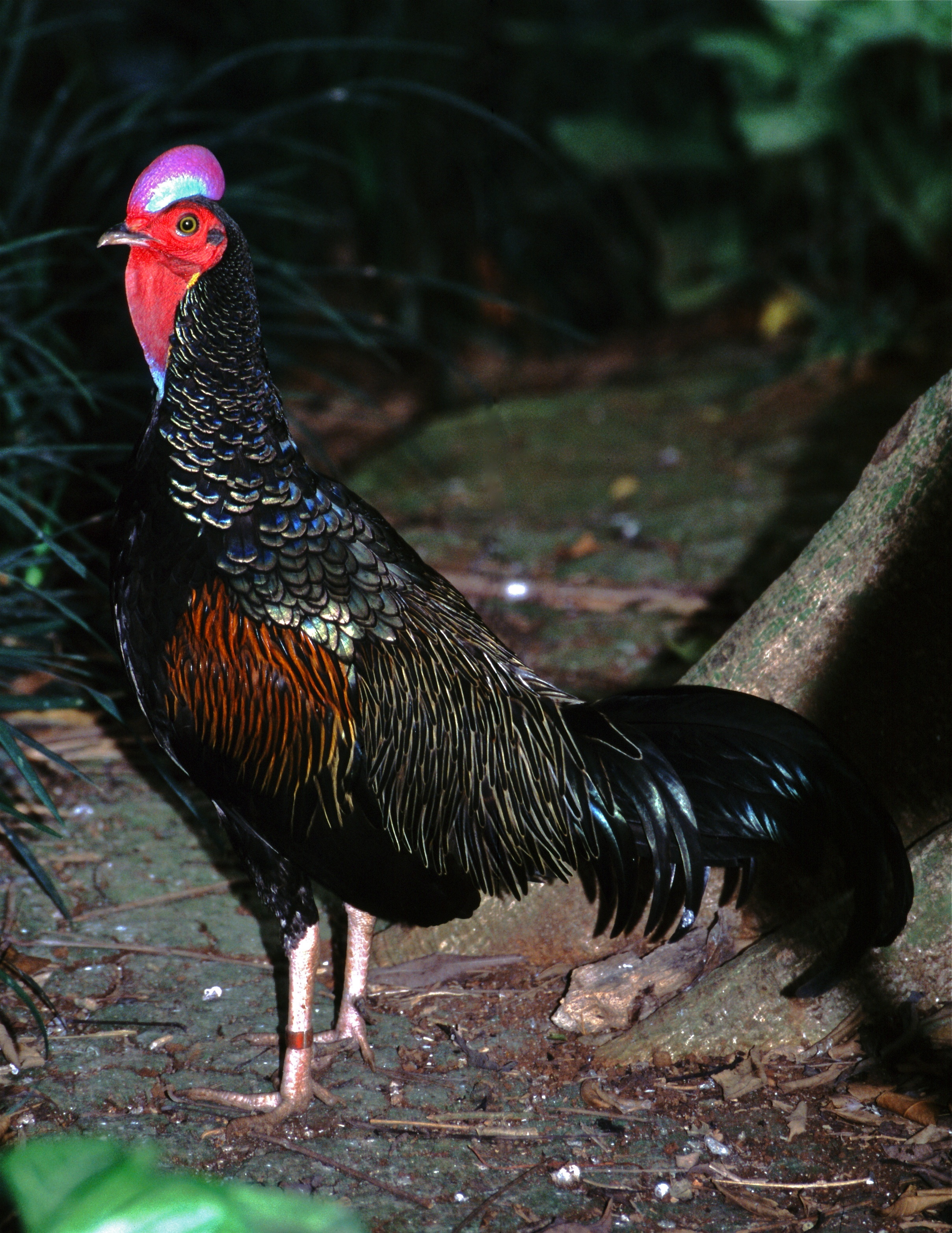
Hahn
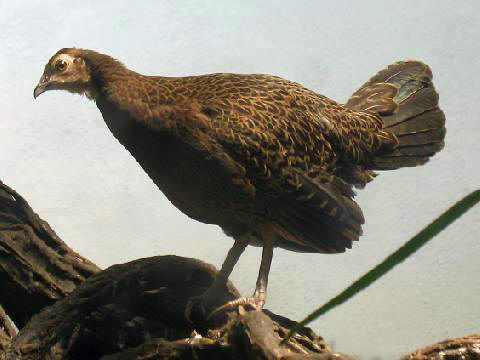
Henne